# Pawonków
Pawonków (in tedesco Pawonkau) è un comune rurale polacco del distretto di Lubliniec, nel voivodato della Slesia.
Ricopre una superficie di 118,74 km² e nel 2004 contava 6 483 abitanti.